# Orelska oblast
Orelska oblast (rus. Орловская область) je federalna oblast u Rusiji. Prema popisu iz 2002. godine u ovoj oblasti je živjelo 860.262 stanovnika. Administrativno središte oblasti je Orel. Orelska oblast je uspostavljena 27. rujna 1937.